# Esquadrão N.º 12 da RAAF

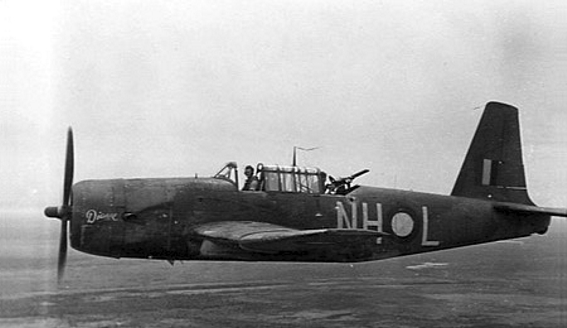
Um bombardeiro de mergulho Vultee Vengeance do Esquadrão Nº 12 da RAAF baseado em Merauke, Nova Guiné Holandesa, em vôo perto de sua base em dezembro de 1943.

O Esquadrão N.º 12 foi um esquadrão multifunções, de bombardeamento e de transporte da Real Força Aérea Australiana (RAAF). O esquadrão foi formado em 1939 e prestou serviço durante a Segunda Guerra Mundial no Sudoeste do Pacífico. Entre 1941 e 1943, realizou patrulhamento marítimo no norte da Austrália. Esteve colocado na Nova Guiné a partir de novembro de 1943, e em julho de 1944 foi retirado de serviço. Depois de ser re-equipado, passou a operar bombardeiros pesados a partir de fevereiro de 1945 até ao final da guerra. Após o final da guerra, continuou activo até ser re-designado como Esquadrão N.º 1 em fevereiro de 1948. O esquadrão foi re-estabelecido em 1973 com helicópteros de transporte, e acabou por ser dissolvido em 1989.